# E-meslam (Kuta)
E-meslam (sum. é.mes.lam, tłum. „Dom wojownika świata podziemnego”) – ceremonialna nazwa świątyni boga Nergala (znanego też jako Erra, Meslamta-ea, Lugal-Gudua) w mieście Kuta w Babilonii.
Wiadomo, iż prace budowlane przy tej świątyni prowadzili Szulgi, Apil-Sin, Sin-muballit, Hammurabi, Aszurbanipal i Nabuchodonozor II. Istnieją też dowody na to, że istniała ona jeszcze w okresie panowania Seleukidów.